# Liczenie
Liczenie – posługiwanie się liczbami, przede wszystkim oznaczanie obiektów kolejnymi liczebnikami, zaczynając od {\displaystyle 1,} z których ostatni określa liczbę wszystkich obiektów (moc zbioru).

## Liczenie obiektów
Liczenie obiektów zbioru skończonego polega na oznaczaniu tych obiektów kolejnymi liczebnikami, zaczynając od {\displaystyle 1,} ze zrozumieniem, że ostatni liczebnik oznacza moc tego zbioru.
Umiejętność wyrecytowania z pamięci nazw kolejnych liczebników nie jest tym samym co umiejętność liczenia, tzn. nie można powiedzieć, że moje trzyletnie dziecko potrafi już liczyć do dziesięciu, jeśli potrafi odtworzyć sekwencję liczebników od {\displaystyle 1} do {\displaystyle 10,} ale w sytuacji praktycznej, np. wyciągnij z koszyka cztery kasztany, dziecko wyciągnie po prostu garść np. {\displaystyle 3} czy {\displaystyle 7} kasztanów. Oznacza to, że takie dziecko nie rozumie, że słowo cztery oznacza pewną konkretną liczbę kasztanów, tzn. wcale nie umie liczyć do dziesięciu, a jedynie odtwarzać sekwencję liczebników jak wierszyk.
Zanim zrozumiany zostanie proces liczenia obiektów, konieczne jest opanowanie pewnych umiejętności na poziomie operacji konkretnych:
- stałość liczby (por. ten eksperyment):
  - zdolność wyprowadzania wniosku, że liczba obiektów nie zmienia się pomimo zmiany położenia tych obiektów;
  - zdolność do ustalania równoliczności zbiorów;
- zdolność porządkowania elementów w zbiorze[4].

Następnie przeprowadzanie poprawnego procesu liczenia wymaga opanowania pięciu zasad.
| Nazwa zasady                              | Opis zasady | Powszechne błędy dzieci |
| Zasady jak liczyć                         | Zasady jak liczyć | Zasady jak liczyć |
| ----------------------------------------- | --- | --- |
| Zasada przyporządkowania jeden do jednego | Każdemu zliczanemu obiektowi przyporządkowuje się dokładnie jeden liczebnik. | - Zliczanie jednego obiektu kilkukrotnie. - Zupełne pominięcie jednego z obiektów podczas zliczania. |
| Zasada stabilnej kolejności               | Kolejne liczebniki następują po sobie w ustalonej, niezmiennej kolejności, tzn. jeden, dwa, trzy, cztery, pięć i tak dalej.                                                                   | Zliczanie obiektów poprzez wymienianie liczebników w przypadkowej kolejności, np. jeden, trzy, siedem, cztery, dwa. |
| Zasada kardynalności                      | Ostatnie wypowiedziane słowo podczas zliczania obiektów reprezentuje kardynalność lub moc zbioru, którego elementy były zliczane.                                                             | Dziecko zlicza kasztany: jeden, dwa, trzy, cztery, pięć. Po zakończeniu zliczania, zadaje się mu pytanie: ile jest kasztanów? Dziecko może zacząć zliczać kasztany jeszcze raz lub odpowiedzieć nie wiem, ponieważ nie utożsamia ostatniego wypowiedzianego przez niego liczebnika (pięć) z mocą zbioru. Nawet udzielenie poprawnej odpowiedzi (pięć) nie oznacza zrozumienia (świadomości) tego, że wynik procesu liczenia odpowiada mocy zbioru, lecz może być wyuczoną regułą, że na pytanie ile należy odpowiedzieć, podając ostatni wymieniony w sekwencji liczebnik. |
| Zasady co liczyć                          | | |
| Zasada nieistotności kolejności           | Obiekty mogą być zliczane w dowolnej kolejności. | Zmiana kolejności zliczania obiektów może poskutkować niedochowaniem zasady przyporządkowania jeden do jednego. |
| Zasada nieistotności zliczanej zawartości | Można zliczać wszystkie obiekty, tzn. np. zliczając zwierzęta w zoo, należy zliczyć wszystkie słonie, małpy, pingwiny i tak dalej, nawet jeśli te gatunki zwierząt są od siebie bardzo różne. | Zliczanie obiektów zawężonych wyłącznie do danej kategorii semantycznej. |

Zasady te są przyswajane zazwyczaj przez dzieci w wieku przedszkolnym.

## Rozwój kompetencji liczenia ujawniany w mowie
Nabywanie kompetencji liczenia zaczyna się od poznawania liczebników, czego rozwój odbywa się w mowie. Okazuje się, że wiele dzieci włącza do swojego języka te same liczebniki, w tej samej kolejności, w analogicznych kontekstach. Sztandarowym przykładem są badania prowadzone w latach 50. na małej Basi, opisane w Szumanowskich dziennikach mowy, których przykłady znajdują się w poniższej tabeli.
| wiek małej Basi            | obserwacja opisana w Szumanowskich dziennikach mowy | znaczenie wypowiedzi dziecka w kontekście rozwoju umiejętności liczenia |
| -------------------------- | --- | --- |
| 1 rok, 8 miesięcy, 22 dni  | Podczas kąpieli, po tym gdy matka umyła Basi jedną nogę, Basia podała matce drugą nogę, mówiąc: Drugą, drugą mama myje.                                                           | Własne nogi lub ręce dziecka stanowią dla dziecka pierwszy wzorzec pary (naturalne liczydło składające się z dwóch liczmanów). W tym kontekście para nie jest rozumiana jeszcze jako liczba, lecz jako komplet, tzn. słowo drugą oznacza w wypowiedzi Basi ten do kompletu. |
| 1 rok, 10 miesięcy, 24 dni | Basia ogląda pantofle. Mówi: mama ma dwa pantofle. Po chwili dodaje: Basia też ma dwa pantofle. Nie zgubiła drugiego.                                                             | Słowo dwa, podobnie jak w poprzednim przykładzie słowo drugi, ma znaczenie pary, tzn. czegoś jest dwa, jeśli nie brakuje drugiego do kompletu. |
| 1 rok, 11 miesięcy, 18 dni | Basia układa dużą liczbę guzików w jednym rzędzie i liczy: Jeden, siedem. Jeden, siedem. Później liczy: Trzy, pięć. Trzy, pięć.                                                   | Słowne liczenie obiektów za pomocą ciągu o rytmie dwójkowym – wywołuje u dziecka (niezrozumiałe jeszcze dla niego) skojarzenie z algorytmem zliczania. |
| 1 rok, 11 miesięcy, 26 dni | Basia układa guziki na stole i liczy: Trzy, pięć, jeden, siedem. Trzy, pięć, jeden, siedem.                                                                                       | Słowne liczenie obiektów za pomocą ciągu o rytmie czwórkowym (powstałym z połączenia dwóch ciągów o rytmie dwójkowym), wywołuje u dziecka (niezrozumiałe jeszcze dla niego) skojarzenie z algorytmem zliczania.                                                             |
| 2 lata, 1 miesiąc, 5 dni   | Basia, leżąc w łóżku, przykrywa nogi chustami i mówi: Mam dwa dzidzi, śpią. | Dwie nogi nie są już jedynie modelem pary (kompletu) – każda z nóg zaczęła już reprezentować jedność, a wspólnie modelują liczbę dwa. |
| 2 lata, 7 miesięcy, 18 dni | Basia otrzymała od ojca sporą liczbę pocztówek. Ojciec prosi Basię, aby je policzyła. Basia liczy: trzy, pięć, siedem. Ojciec poprawia: jeden, dwa, trzy. Basia powtarza po ojcu. | Dziecko na tym etapie rozumie, że słowo policzyć oznacza pewną procedurę dotyczącą obiektów tego samego rodzaju, lecz nie rozumie jeszcze tej procedury. Próbuje zrozumieć algorytm liczenia, naśladując osoby dorosłe.                                                     |

Rozwój umiejętności liczbowych małych dzieci zdaje się wyglądać podobnie u wszystkich dzieci; badania na współczesnych dzieciach dają analogiczne wyniki, jak badania na Basi z lat 50. Rozwój tych kompetencji przebiega zazwyczaj następująco:
1. dziecko rozróżnia liczbę pojedynczą i liczbę mnogą używanych rzeczowników[13];
2. dziecko zaczyna używać słowa drugi jako tworzący parę[13];
3. dziecko zaczyna używać liczebnika jeden – dla wydzielania jedności (np. biorę po jednym) lub dla odróżniania jedności od wielości (np. biorę tylko jeden)[13];
4. liczebnik dwa przestaje oznaczać już tylko parę (komplet) i staje się mocą rozmaitych zbiorów dwuelementowych[13];
5. pojawiają się zalążki rozumienia tego, że: jeśli jest jeden i dwa, to są dwa oraz jeśli czegoś jest dwa, to jest jeden i drugi[13];
6. dziecko opracowuje krótkie ciągi liczbowe oparte na rytmie i próbuje je zastosować do liczenia obiektów[13];
7. dziecko uczy się od dorosłych, w jakiej kolejności należy wymieniać liczebniki w algorytmie liczenia obiektów w niewielkim zakresie, np. do 10[13].

## Liczenie na palcach i kompetencje arytmetyczne
Pomimo że wykonywanie operacji arytmetycznych nie jest już liczeniem, lecz rachowaniem, to na początkowym etapie rozwoju kompetencji arytmetycznych rachowanie wymaga liczenia. Wykonywanie dodawania i odejmowania odbywa się początkowo na palcach i opiera się na zliczaniu palców, przy pomocy mniej lub bardziej rozsądnych strategii. Pierwszą strategią, jaką nabywa dziecko, jest count-all, polegająca na tym, że każdy z czynników modelowany jest jako odpowiednia liczba palców, a następnie wszystkie palce są zliczane. Kolejną strategią jest count-from-first-addend i polega ona na tym, że proces zliczania rozpoczyna się od liczebnika, który był dany jako pierwszy składnik sumy. Ostatnią, najskuteczniejszą metodą dodawania na palcach, jest count-min, czyli znajdowanie większej liczby i dodawanie do niej mniejszej. Ta ostatnia strategia jest najtrudniejsza do opanowania, ponieważ wymaga zrozumienia, że kolejność dodawania nie wpływa na wynik (przemienność dodawania). Ta ostatnia strategia może być odkryta samodzielnie przez dziecko, jak również może być wyuczona poprzez odpowiednio dobrany przykład paradygmatyczny.
| strategia               | opis działania strategii |
| ----------------------- | --- |
| count-all               | Dziecko prostuje w jednej dłoni trzy palce, a w drugiej dłoni – pięć palców. Następnie zlicza wszystkie palce po kolei: jeden, dwa, trzy; cztery, pięć, sześć, siedem, osiem. |
| count-from-first-addend | Dziecko rozpoczyna liczenie od pierwszego operandu, tzn. wystawia pięć palców (odpowiadają drugiemu składnikowi sumy) i zlicza: trzy; cztery, pięć, sześć, siedem, osiem.     |
| count-min               | Dziecko zauważa, że 5 jest większe od 3, więc stosuje optymalną strategię – wystawia trzy palce (odpowiadają mniejszemu składnikowi) i zlicza: pięć; sześć, siedem, osiem.    |

Dopiero później rachowanie odrywa się od zliczania obiektów i dziecko podaje z pamięci, że np. {\displaystyle 3+5=8} (tzw. przywoływanie faktów arytmetycznych), bez konieczności liczenia tego na palcach. Badania jednak pokazują, że nawet u osób dorosłych wykonywanie dodawania pamięciowego dużych liczb aktywuje w mózgu te same obszary, które wcześniej odpowiadały za liczenie na palcach.